# Хай Уийлд
Хай Уийлд (на английски: High Weald) е хълмиста равнина в югоизточна Англия.
Заема 1749 квадратни километра, вътрешната част на областта Уийлд, в графствата Източен Съсекс, Западен Съсекс, Кент и малка част от Съри, като надморската височина варира от 0 метра на брега на Ла Манш до 241 метра. От повечето страни е оградена от равнината Лоу Уийлд, а на югоизток достига да Ла Манш. Областта е силно хълмиста и сравнително рядко населена, в по-голямата си част с редуващи се гори и отделни ферми. По-големите градове – Кроули, Хейстингс, Роял Тънбридж Уелс – са разположени по периферията.